# Пастор Браун
«Па́стор Бра́ун» (англ. Pastor Brown) — драма 2009 года режиссёра Рокмонда Данбара. В главных ролях Салли Ричардсон, Индиа.Ари, Николь Ари Паркер, Моника и Кит Дэвид. Фильм стал актёрским дебютом певицы Индиа.Ари.

## Сюжет
Джессика Браун — экзотическая танцовщица. Узнав, что её отец смертельно болен, она впервые за десять лет возвращается домой. В качестве предсмертного желания отец просит дочь стать главой баптистской церкви, где он был пастором. Новость переворачивает её жизнь с ног на голову. Джесси соглашается выполнить просьбу своего отца, настроив этим против себя свою сестру и большую часть руководства церкви, которые знают тайны её прошлого.
Согласившись исполнить просьбу отца, Джесси вступает на путь, который изменяет её мир. Она воссоединяется с семьей и сыном-подростком, обретает достоинство и самолюбие, которые так давно потеряла.

## В ролях
| Актёр             | Роль                               |
| ----------------- | ---------------------------------- |
| Салли Ричардсон   | Джессика Браун                     |
| Индиа.Ари         | Латифа                             |
| Николь Ари Паркер | Тони Копленд Браун сестра Джессики |
| Моника            | Лиза Кросс                         |
| Кит Дэвид         | пастор Джо Браун отец Джессики     |
| Майкл Бич         | Эвери Коллаган                     |
| Майкл Б. Джордан  | Тарик Браун брат Джессики          |
| Эрни Хадсон       | дьякон Гарольд Тодд                |
| Дезире Коулман    | диаконисса Тереза                  |
| Рокмонд Данбар    | Амир                               |
| Тиша Кэмпбелл     | Аманда Карлтон                     |
| Таша Смит         | Анджелика Тодд                     |
| Энджи Стоун       | Рик Фредерикс                      |
| Дондре Уитфилд    | Чез                                |
| Мари Морроу       | Эдриан                             |
| Кит Свит          | Насим                              |
| Брюс Уилсон       | Хасан                              |